# Дортчинар
Дортчинар (азерб. Dördçinar) — село в  Горадизской административно-территориальной единице Физулинского района Азербайджана, расположенное на равнине, на берегу реки Козлучай, в 15 км к югу от города Физули.

## Топонимика
Название села происходит от слов дорд (азерб. dörd — «четыре») и чинар (азерб. çinar — «платан») и связано с тем, что село было основано в месте, где росли четыре платана. В 1917 году на месте села зафиксировано расположение сёл Дортчинар Кузей и Дортчинар Унгулту.

## История
В годы Российской империи село Дорт-чинар входило в состав Джебраильского уезда Елизаветпольской губернии.
В советские годы село входило в состав Физулинского района Азербайджанской ССР. В результате Первой карабахской войны в августе 1993 года перешло под контроль непризнанной Нагорно-Карабахской Республики.
20 октября 2020 года в видеообращении к нации президент Азербайджана Ильхам Алиев объявил, что «азербайджанская армия освободила» село Дортчинар Физулинского района.

## Население
По данным «Свода статистических данных о населении Закавказского края, извлеченных из посемейных списков 1886 года» в селе Дорт-чинар Горадизского сельского округа Джебраильского уезда Елизаветпольской губернии было 20 дымов и проживало 87 азербайджанцев (указаны как «татары»), которые были шиитами по вероисповеданию, из них 8 человек были беками, остальные — крестьянами.
По данным «Кавказского календаря» на 1912 год в селе Дорта-Чинар Карягинского уезда проживало 210 человек, в основном азербайджанцев, указанных в календаре как «татары».